# بازیگران ذهن
بازیگران ذهن (به انگلیسی: MindGamers) یا گیمرهای ذهن فیلمی محصول سال ۲۰۱۷ و به کارگردانی اندرو گوث است. در این فیلم بازیگرانی همچون تام پین، دومنیک تیپر، سم نیل، ملیا کرایلینگ، آنتونیا کمپبل-هیوز، الیور استارک، رایان دویل، سایمون پاسلی-دی، پدجا بجلاک و اورزولا اشتراوس ایفای نقش کرده‌اند.